# Денигомоду (дистрикт)
Денигомоду (наур. Denigomodu) је дистрикт у Науруу. Дистрикт се налази на западном делу острва. Дистрикт има површину од 1,18 квадратних километара и популацију од 2.827 становника, што је чини најмногољуднијим дистриктом Науруа од 14 дистрикта. Он је део изборне јединице Убениде. Граничи се са дистриктом Нибок на североистоку и са дистриктом Буада и Аиво на југу.
У овом дистрикту се налазе смештаји за стране раднике у локалној фосфатној индустрији. У Денигомоду се налази једина болница на острву, па је зато овај дистрикт место рођења скоро свих Науруанаца. 
У Денигомодуу налазе се и:
- Уреди НПС-а
- Denig Stadium
- тржни центар
- метереолошка станица острва
- село Аријејен
- гробље
- школа

## Насеља
До 1968. године на данашњој територији округа било је подручје где се налазило 18 села.
| Историјска села Денигомодуа |
| --------------------------- |
| Јаранемат                   |
| Аиое                        |
| Анаподу                     |
| Анатип                      |
| Анерове                     |
| Анибаво                     |
| Аријејен                    |
| Атумурумур                  |
| Бовагае                     |
| Бутимангум                  |
| Бватерангеранг              |
| Бвериги                     |
| Еатенено                    |
| Ибуге                       |
| Имвитада                    |
| Руебе                       |
| Таравоа                     |
| Јангор                      |

## Познати људи
- Олимпија Зачариас - тркачица на 100 метара
- Ангелита Детудамо - тенисерка
- Џоан Гобуре - песник